# Horace Smith-Dorrien
Horace Lockwood Smith-Dorrien, né à Berkhamsted (Hertfordshire) le 26 mai 1858 et mort à Chippenham (Wiltshire) le 12 août 1930, est un général britannique, adjoint du maréchal John French à la tête du BEF (British Expeditionnary Force) pendant la Première Guerre mondiale.

## Études et premiers postes
Horace Smith-Dorrien est né à Berkhamsted, il est le douzième enfant d'une famille de seize. Il fait ses études à Harrow. Le 26 février 1876, il entre à l'académie militaire royale de Sandhurst. il est incorporé au 95e Régiment d'infanterie du Derbyshire. Le 1er novembre 1878, il est envoyé en Afrique du Sud. Smith-Dorrien est présent à la bataille d'Isandlwana, comme officier de transport pour l'artillerie royale. Il s'échappe de justesse et fait partie de la cinquantaine de Britanniques survivants. Ses observations sur la difficulté d'ouverture des caisses de munitions entrainent des changements de pratique de l'armée britannique. Smith-Dorrien est proposé pour recevoir la croix de Victoria pour son attitude au cours de la guerre. Mais la demande n'étant pas passée par les voies classiques, il ne la reçoit pas.
Il sert ensuite dans les forces de police en Égypte, puis il est nommé chef adjoint de la police d'Alexandrie, le 22 août 1882. Au cours de cette période, il rencontre Lord Kitchener avec qui il se lie d'amitié. Il participe, le 30 décembre 1885, à la bataille de Gennis, dernière bataille où les troupes anglaises combattent en uniforme rouge. Le 31 décembre, il a un commandement indépendant qui lui permet de recevoir l'Ordre du service distingué.
De 1887 à 1889, Smith-Dorrien quitte le service actif et dirige l'École des cadres de Camberley. Il retourne ensuite à la tête de son régiment et il participe campagne de Tirah en Inde de 1897 à 1898. En 1898, il est transféré en Égypte et combat à la bataille d'Omdurman. Smith-Dorrien est promu colonel. Il commande les troupes britanniques lors de l'incident de Fachoda.
Le 31 octobre 1899, il part en Afrique du Sud et participe à la seconde guerre des Boers. Le 2 février 1900, Lord Roberts lui donne le commandement de la 19e brigade. Le 11 février, il est promu major-général. Il participe à la bataille de Paardeberg du 18 au 27 février sous les ordres de Lord Kitchener et Henry Colville.
le 31 mars 1900, Smith-Dorrien ignore les ordres de Colville à la bataille de Sanna's Post et s'occupe de la retraite des troupes sans pertes. Il participe ensuite aux batailles de Leliefontein et de Chrissiesmeer. C'est un des officiers anglais qui s'est révélé lors de cette guerre.

Le 22 avril 1901, il part en Inde où il est fait adjudant-général le 6 novembre 1901. Il commande la 4e division Quetta au Baloutchistan jusqu'en 1907.

## Autres affectations
En 1907, il retourne en Angleterre où il dirige en tant qu'officier général Aldershot. Durant cette période, il améliore le sort du soldat ordinaire, en limitant les contrôles lors de la sortie des soldats des casernes et en améliorant les installations sportives. Ses réformes ont été saluées par les soldats et sont aussi considérées comme une critique implicite de son prédécesseur, le général French, au poste d'officier général Aldershot.
Il améliore la fréquence et les méthodes de formation au tir de tous les soldats. Durant cette période, les officiers supérieurs se posent des questions sur le rôle de la cavalerie. De nombreux officiers dont Smith-Dorrien considèrent que la cavalerie doit être considérée comme de l'infanterie montée et non comme une unité pure de cavalerie. Dans cette optique, Smith-Dorrien prend des mesures pour améliorer le tir des cavaliers. Cette formation au tir dure jusqu'à la mise à la retraite de Lord Roberts.
Il favorise l'achat de mitrailleuses par l'armée. Smith-Dorrien est considéré comme courtois et bienveillant envers ses troupes selon les critères de l'époque. Il est capable d'emportement et de colère pouvant durer plusieurs heures. En 1911, il devient l'aide de camp de George V, il participe aux parties de chasses royales au Népal où le 19 décembre, il tue un rhinocéros et le lendemain un ours. Le 1er mars, il est nommé général commandant, et, le 10 août, il est général complet.

## Première Guerre mondiale
Au déclenchement de la guerre, Smith-Dorrien dirige l'armée de la défense intérieure, mais à la suite du décès de Sir James Grierson, il est nommé à la tête du 2e corps d'armée du British Expeditionary Force (BEF), par Lord Kitchener, le nouveau secrétaire d'état à la guerre. Le maréchal French, le chef du BEF aurait préféré Sir Herbert Plumer.
Lors de la bataille de Mons, le 2e corps d'armée subit la totalité des assauts des troupes allemandes. Le maréchal French ordonne la retraite du BEF au cours de laquelle les deux corps d'armée britannique sont séparés. Le 1er corps de Haigh n'atteint pas sa position à l'est du Cateau.

### Bataille du Cateau
Le 2e corps d'armée de Smith-Dorrien est pressé de toute part par la première armée allemande de Von Kluck. Le général Smith-Dorrien décide de monter une action défensive le 26 août au Cateau avec son 2e corps d'armée, renforcé par la division de cavalerie d'Allenby et la 4e division d'infanterie pour ralentir l'avance allemande. Malgré des pertes très lourdes, la retraite peut reprendre de façon ordonnée. Le maréchal French, commandant du BEF, a accusé Smith-Dorrien d'avoir mis en péril la sécurité du BEF par ce combat.
Le 2e corps d'armée participe ensuite à la bataille de la Marne et la bataille de l'Aisne, avant d'être déplacé dans le nord pour se rapprocher des ports français et réduire les lignes de ravitaillement.

### Première bataille d'Ypres
Les troupes de Smith-Dorrien participent à la bataille d'Ypres sur la côte 60. Dans la zone de Neuve-Chapelle, une ligne de tranchée est nommée tranchée Smith-Dorrien. Le 26 décembre 1914, Smith-Dorrien prend la tête de la 2e armée anglaise.

### Seconde bataille d'Ypres
Lors de cette bataille, les troupes britanniques défendent un saillant créé au cours de la première bataille d'Ypres. Le 22 avril 1915, les Allemands utilisent pour la première fois sur le front occidental des gaz de combat qui entrainent de fortes pertes chez les troupes alliées.
Le 27 avril 1915, Smith-Dorrien recommande la retraite du saillant afin de se positionner sur une ligne de défense plus forte. Alors que le maréchal French propose une contre attaque qui n'aura que peu de résultats. French en effet souhaite conserver la ligne de front pour pouvoir lancer la prochaine offensive britannique sur la crête d'Aubers.
Smith-Dorrien envoie un message écrit à Robertson, le chef d'état major du BEF et reçoit par téléphone un message de French lui indiquant que les troupes en sa possession sont suffisantes pour tenir le saillant. Il reçoit ensuite un ordre écrit lui indiquant que le 5e corps d'armée du général Plumer qui est positionné sur la partie nord du saillant n'est plus sous sa responsabilité mais sous celui direct du BEF. Le général Smith-Dorrien n'est plus responsable que du 2e corps au sud du saillant.
Plumer demande alors la même autorisation que Smith-Dorrien, après quelques hésitations le maréchal French accepte le retrait des troupes.
À la suite de cette bataille, on propose à Smith-Dorrien de démissionner le 6 mai 1915, mais cette proposition est refusée. Le maréchal French utilise alors la demande de retraite de Smith-Dorrien comme signe de son pessimisme pour lui retirer le commandement de la 2e armée.
Le maréchal French a écrit un compte rendu partial sur les premiers temps de la première guerre mondiale, il critique fortement Smith-Dorrien pour son attitude lors des batailles du Cateau et d'Ypres. En tant qu'officier Smith-Dorrien n'a jamais pu répondre à ces attaques.

### Reste de la guerre
Après une période en Grande-Bretagne, Smith-Dorrien part en Afrique de l'est pour combattre les troupes allemandes dans la colonie allemande regroupant la Tanzanie, le Rwanda et le Burundi. Une pneumonie contractée lors de son voyage en Afrique du Sud l'empêche de prendre le commandement des troupes. Durant la suite du conflit, il n'a plus de commandement actif. Le 29 janvier 1917, Smith-Dorrien est nommé lieutenant de la Tour de Londres.

## Dernières années
Le 9 juillet 1918, Horace Smith-Dorrien est nommé gouverneur de Gibraltar, poste qu'il occupera jusqu'au 26 mai 1923. Il introduit au cours de cette période davantage de démocratie à Gibraltar et contrôle davantage la prostitution en fermant des maisons closes. Au cours de l'été 1918, il tente de réunir dans une même association divers groupes d'anciens combattants, comme les camarades de la Grande Guerre, l'association nationale des marins et soldats et la fédération des marins et soldats démobilisés. Cette fusion a lieu en 1921 pour former la British Legion.
Il prend sa retraite en septembre 1923 et vit au Portugal puis en Angleterre. Il consacre une grande partie de son temps à la mémoire des soldats morts et au bien-être des combattants survivants. Il écrit ensuite ses mémoires qui sont publiées en 1925 date à laquelle le maréchal French est encore vivant. Dans ses mémoires, il n'attaque à aucun moment le maréchal French sur la campagne de 1914 et 1915, malgré le traitement qu'il subit durant la guerre par son supérieur. Lors de l'enterrement du maréchal, il participe à la cérémonie, geste apprécié par le fils de French.
Il joue son rôle dans le film la bataille de Mons en 1926. Il inaugure les monuments aux morts de Memorial Avenue à Worksop et le monument commémoratif de Pozières le 4 août 1930.
Il décède le 12 août 1930 à 72 ans des suites d'un accident de voiture. Il est enterré au Three Close Lane Cemetery à Berkhamsted.

## Famille
Le 3 septembre 1902, il épouse Olive Crofton Schneider, c'est la fille du colonel Schneider. Ils ont trois fils :
- Grenfell Horace Gerald Smith-Dorrien est né en 1904, il atteint le grade de brigadier. Il est mort lors de la campagne d'Italie, il est enterré au cimetière de guerre de Gradara dans la province de Pesaro et Urbino.
- Peter Lockwood Smith-Dorrien est né en 1907, il est mort dans l'attentat contre l'Hôtel du Roi David, le 22 juillet 1946.
- David Pelham Smith-Dorrien semble avoir été un acteur dans les années 1930, après la seconde guerre mondiale, il travaille à perpétuer la mémoire de son père.

## Décoration
- Chevalier grand-croix de l'ordre du Bain
- Chevalier grand-croix de l'ordre de Saint-Michel et Saint-Georges
- Ordre du Service distingué
- Grand officier de la Légion d'honneur